# 수렴급수
수학에서 급수란 수열을 구성하는 항들을 합으로 나타낸 것을 말한다. 급수의 수렴에 관한 논의에서 급수는 무한급수를 말하며, 주요 문제는 주어진 급수의 수렴여부와 수렴할 경우 그 합에 관한 것이다. 수렴급수라고 해도 그 합이 알려져 있지 않은 경우가 많다.

## 정의
급수 {\displaystyle \sum _{j=1}^{\infty }a_{j}=a_{1}+a_{2}+a_{3}+\cdots \,}의 {\displaystyle n\,}번째 부분합을 
{\displaystyle S_{n}=\sum _{j=1}^{n}a_{j}\,}이라고 할 때 부분합이 이루는 수열 {\displaystyle \{S_{n}\}\,}이 수렴하면 급수 {\displaystyle \sum _{j=1}^{\infty }a_{j}\,}를 수렴급수(convergent series)라고 한다.
즉, 부분합이 이루는 수열 {\displaystyle \{S_{n}\}\,}이 어떤 고정된 유한한 수 {\displaystyle S\,}에 수렴하여
{\displaystyle \lim _{n\rightarrow \infty }S_{n}=S\,}
와 같이 쓸 수 있으면 {\displaystyle \sum _{j=1}^{\infty }a_{j}\,}를 수렴급수 또는 급수 {\displaystyle \sum _{j=1}^{\infty }a_{j}\,}이 {\displaystyle S\,}로 수렴한다고 한다. 이때 {\displaystyle S\,}를 급수 {\displaystyle \sum _{j=1}^{\infty }a_{j}\,}의 합(sum)이라고 한다.
이 관계는
{\displaystyle \lim _{n\rightarrow \infty }S_{n}=\lim _{n\rightarrow \infty }\left(\sum _{j=1}^{n}a_{j}\right)=\sum _{j=1}^{\infty }a_{j}=S\,}
와 같이 이해할 수 있다. 수렴급수가 아닌 급수를 발산급수(divergent series)라고 한다.

## 수렴급수와 발산급수의 예
- 수렴급수
{\displaystyle \sum _{j=1}^{\infty }(-1)^{j+1}{\frac {1}{j}}={1 \over 1}-{1 \over 2}+{1 \over 3}-{1 \over 4}+{1 \over 5}-{1 \over 6}+\cdots =\ln 2.}
{\displaystyle \sum _{j=1}^{\infty }{\frac {1}{2^{j-1}}}={1 \over 1}+{1 \over 2}+{1 \over 4}+{1 \over 8}+{1 \over 16}+{1 \over 32}+\cdots =2.}
{\displaystyle \sum _{j=1}^{\infty }{\frac {1}{j^{2}}}={1 \over 1}+{1 \over 4}+{1 \over 9}+{1 \over 16}+{1 \over 25}+{1 \over 36}+\cdots ={\pi ^{2} \over 6}.}
{\displaystyle \sum _{j=1}^{\infty }{\frac {1}{j^{3}}}={1 \over 1}+{1 \over 8}+{1 \over 27}+\cdots } (수렴급수이지만 그 정확한 합은 알려져 있지 않다.)
- 발산급수
{\displaystyle \sum _{j=1}^{\infty }(-1)^{j}=-1+1-1+\cdots .}
{\displaystyle \sum _{j=1}^{\infty }{\frac {1}{j}}={1 \over 1}+{1 \over 2}+{1 \over 3}+{1 \over 4}+{1 \over 5}+{1 \over 6}+\cdots .}
{\displaystyle \sum _{j=1}^{\infty }{\frac {2j-1}{5j}}={\frac {1}{5}}+{\frac {3}{10}}+{\frac {5}{15}}\cdots .}

## 수렴정리
두 수렴급수 {\displaystyle \sum _{j=1}^{\infty }a_{j}\,}, {\displaystyle \sum _{j=1}^{\infty }b_{j}\,}의 합을 각각 {\displaystyle A,\,B\,}라고 하면 다음이 성립한다.
- {\displaystyle \sum _{j=1}^{\infty }\alpha a_{j}=\alpha \sum _{j=1}^{\infty }a_{j}=\alpha A\,}, ({\displaystyle \alpha :}상수)
- {\displaystyle \sum _{j=1}^{\infty }(a_{j}\pm b_{j})=\sum _{j=1}^{\infty }a_{j}\pm \sum _{j=1}^{\infty }b_{j}=A\pm B\,}

## 수렴(발산)판정법
급수의 수렴여부를 판정하는 방법은 여러 가지가 알려져 있다. 그러나 어떤 한 가지 방법으로 모든 급수의 수렴여부를 판정하는 것은 어려운 일이다. 또한 수렴여부의 판정이 수렴급수의 합에 대한 정보를 주는 것이 아니므로 수렴급수의 합을 구하는 것은 또 다른 문제이다.
발산판정법(divergence test):급수 {\displaystyle \sum _{n=1}^{\infty }a_{n}\,}이 수렴하면 {\displaystyle \lim _{n\rightarrow \infty }a_{n}=0\,}이다. 따라서 {\displaystyle \lim _{n\rightarrow \infty }a_{n}=0\,}이 아닌 급수 {\displaystyle \sum _{n=1}^{\infty }a_{n}\,}는 발산급수이다. 이를 이용하여 급수의 발산을 판정하는 방법을 발산판정법(divergence test)이라고 한다.
- {\displaystyle \sum _{n=1}^{\infty }{\frac {2n}{4n+1}}\,}은 {\displaystyle \lim _{n\rightarrow \infty }{\frac {2n}{4n+1}}={\frac {1}{2}}\neq 0\,}이므로 발산급수이다.
- 급수 {\displaystyle \sum _{n=1}^{\infty }a_{n}\,}이 조건 {\displaystyle \lim _{n\rightarrow \infty }a_{n}=0\,}을 만족한다해도 수렴급수가 아닐 수도 있다.

비교판정법(comparision test): 급수 {\displaystyle \sum _{n=1}^{\infty }a_{n}\,}의 수렴여부를 판정하기 위해 항 {\displaystyle a_{n}\,}과 이미 수렴여부가 알려진 급수 {\displaystyle \sum _{n=1}^{\infty }b_{n}}의 항 {\displaystyle b_{n}\,}를 비교하여 수렴여부를 결정하는 판정법이다. 비교판정법의 내용은 다음과 같다. 모든 {\displaystyle n\,}에 대해
- {\displaystyle 0\leq \ a_{n}\leq \ b_{n}\,}이고, {\displaystyle \sum _{n=1}^{\infty }b_{n}\,}이 수렴급수이면 {\displaystyle \sum _{n=1}^{\infty }a_{n}\,}도 수렴급수이다.
- {\displaystyle 0\leq \ b_{n}\leq \ a_{n}\,}이고, {\displaystyle \sum _{n=1}^{\infty }b_{n}\,}이 발산급수이면 {\displaystyle \sum _{n=1}^{\infty }a_{n}\,}도 발산급수이다.

비판정법(ratio test): 급수 {\displaystyle \sum _{n=1}^{\infty }a_{n}\,}의 수렴여부를 판정하기 위해 인접한 두 항 {\displaystyle a_{n},\,a_{n+1}}의 비(ratio)의 극한을 이용하는 방법이다. 비판정법의 내용은 다음과 같다. 모든 {\displaystyle n\,}에 대해 {\displaystyle a_{n}>0\,}이고
{\displaystyle \lim _{n\to \infty }{\frac {a_{n+1}}{a_{n}}}=r}
일 때
- r < 1 이면 {\displaystyle \sum _{n=1}^{\infty }a_{n}\,}은 수렴급수이다.
- r > 1 이면 {\displaystyle \sum _{n=1}^{\infty }a_{n}\,}은 발산급수이다.
- r = 1 이면 비판정법으로 급수 {\displaystyle \sum _{n=1}^{\infty }a_{n}\,}의 수렴여부를 결정할 수 없다.(즉, 수렴여부의 결정을 위해 다른 방법을 이용해야 한다.)

근판정법(root test): 급수 {\displaystyle \sum _{n=1}^{\infty }a_{n}\,}의 수렴여부를 판정하기 위해 항 {\displaystyle a_{n}}의 n제곱근(n-th root)의 극한을 이용하는 방법이다. 근판정법의 내용은 다음과 같다.  모든 {\displaystyle n\,}에 대해 {\displaystyle a_{n}\geq 0\,}이고
{\displaystyle \lim _{n\to \infty }(a_{n})^{\frac {1}{n}}=r}
일 때
- r < 1 이면 {\displaystyle \sum _{n=1}^{\infty }a_{n}\,}은 수렴급수이다.
- r > 1 이면 {\displaystyle \sum _{n=1}^{\infty }a_{n}\,}은 발산급수이다.
- r = 1 이면 근판정법으로 급수 {\displaystyle \sum _{n=1}^{\infty }a_{n}\,}의 수렴여부를 결정할 수 없다.(즉, 수렴여부의 결정을 위해 다른 방법을 이용해야 한다.)

적분판정법(integral test): 주어진 급수를 이상적분과 연계시켜 수렴여부를 판정하는 방법이다.
{\displaystyle f\,}를 구간 {\displaystyle [1,\infty )\,}에서 양의 값을 갖는 단조감소하는 연속함수라고 하자.
만약 모든 n에 대해 {\displaystyle f(n)=a_{n}\,}이고
{\displaystyle \int _{1}^{\infty }f(x)\,dx=\lim _{t\to \infty }\int _{1}^{t}f(x)\,dx<\infty ,}
이면 {\displaystyle \sum _{n=1}^{\infty }a_{n}\,}는 수렴급수이다. 그러나 위 이상적분이 존재하지 않으면 {\displaystyle \sum _{n=1}^{\infty }a_{n}\,}는 발산급수이다.
이외에도 극한비교판정법, 교대급수에 대한 수렴판정법, 코시의 수렴판정법, 디리클레 판정법, 아벨의 판정법 등이 있다.

## 절대수렴과 조건수렴
급수 {\displaystyle \sum _{n=1}^{\infty }a_{n}\,}의 모든 항이 음이 아닌 값을 가지면({\displaystyle a_{n}\geq 0\,}), {\displaystyle \sum _{n=1}^{\infty }a_{n}\,}을 양항급수라고 한다. 비교판정법, 비판정법, 근판정법, 적분판정법은 모두 양항급수의 수렴여부를 판정하는 방법이다. 절대수렴의 개념은 양항급수가 아닌 경우에도 이들 판정법을 이용하여 급수의 수렴여부를 판정할 수 있게 해준다. 
- 절대수렴: 급수 {\displaystyle \sum _{j=1}^{\infty }|a_{j}|\,}가 수렴하면 {\displaystyle \sum _{j=1}^{\infty }a_{j}\,}가 절대수렴한다고 한다. 절대수렴하는 급수는 수렴급수이다. 즉 {\displaystyle \sum _{j=1}^{\infty }|a_{j}|\,}가 수렴하면 {\displaystyle \sum _{j=1}^{\infty }a_{j}\,}도 수렴한다.
- 조건수렴: {\displaystyle \sum _{j=1}^{\infty }a_{j}\,}는 수렴하지만, {\displaystyle \sum _{j=1}^{\infty }|a_{j}|\,}가 발산하면 {\displaystyle \sum _{j=1}^{\infty }a_{j}\,}를 조건수렴한다고 한다.
- 급수 {\displaystyle \sum _{n=1}^{\infty }(-1)^{n+1}{\frac {1}{n}}=1-{\frac {1}{2}}+{\frac {1}{3}}-\cdots \,}은 수렴급수이지만, {\displaystyle \sum _{n=1}^{\infty }\left|(-1)^{n+1}{\frac {1}{n}}\right|=1+{\frac {1}{2}}+{\frac {1}{3}}+\cdots \,}는 발산하므로 {\displaystyle \sum _{n=1}^{\infty }(-1)^{n+1}{\frac {1}{n}}\,}은 절대수렴하지 않는다. 그러므로 {\displaystyle \sum _{n=1}^{\infty }(-1)^{n+1}{\frac {1}{n}}\,}은  조건수렴하는 급수이다.